# Marcelino, chleb i wino (film 1955)
Marcelino, chleb i wino (hiszp. Marcelino, pan y vino) – hiszpańsko-włoski komediodramat z 1955 roku w reżyserii Ladislao Vajdy. Scenariusz powstał na podstawie powieści Marcelino chleb i wino: legenda hiszpańska autorstwa José Marii Sáncheza Silvy. Podobnie jak książka, film nawiązuje do hiszpańskiej legendy o tytułowym Marcelino. 
Zdjęcia kręcono na terenie hiszpańskich prowincji: Salamanka (La Alberca), Segowia (El Espinar) i Ávila (Aldeavieja).

## Fabuła
Prolog
Ojciec Luis (mnich) w dniu święta (odbywającego się w klasztorze) podążając w przeciwnym kierunku niż uczestnicy pochodu zmierzający do klasztoru, zachodzi z wizytą do chorej dziewczynki, której postanowił opowiedzieć poniższą historię:
Wioska, w której toczy się akcja filmu była polem walk hiszpańsko-francuskich, w trakcie których ucierpiała większość zabudowy wioski w tym również wielka posiadłość starej szlachty. Gdy minął czas wojny wioska odżyła i była odbudowywana jednakże nikt nie chciał się zająć zrujnowaną posiadłością. Grupa trzech mnichów franciszkańskich zjawia się u burmistrza z propozycją zagospodarowania niechcianej budowli. Burmistrz w swej wspaniałomyślności ofiarowuje posiadłość mnichom. Zakonnicy idą więc do ruin, by zacząć odbudowę. Krótko potem zjawia się grupa mężczyzn, która przybyła im do pomocy. Po zakończeniu odbudowy następuje uroczyste otwarcie odbudowanej posiadłości, która z tą chwilą zaczęła być klasztorem. Po kilku latach w klasztorze przebywa już nie trzech, lecz dwunastu mnichów.
Właściwa część fabuły
Pewnego dnia jeden z mnichów otwierając bramę klasztorną znajduje niemowlę chłopca. Początkowo mnisi ochrzciwszy chłopca i zatrzymując go w klasztorze podejmują próby odnalezienia matki, która jak ostatecznie ustalają nie żyje. Następnie rozważają możliwość oddania go pod opiekę jakiejś dobrej rodzinie. Nie mogąc znaleźć nikogo odpowiedniego decydują ostatecznie o zaopiekowaniu się nim i pozostawieniu go w klasztorze. Po kilku latach Marcelino wyrasta na rezolutnego, lecz psotnego chłopca, nad którego wybrykami chcąc zapanować jeden z mnichów mówi chłopcu, żeby nie wchodził na strych strasząc go dużym człowiekiem, który tam rzekomo jest i go zabierze na zawsze, jeśli ten pokusi się tam wejść. W miasteczku odbyć ma się karnawał, mnisi chcąc pokazać Marcelino trochę świata spoza klasztoru postanawiają, że jeden z nich idąc nazajutrz z wizytą do chorego w miasteczku, zabierze chłopca ze sobą. Tak też więc się dzieje. Na czas samej wizyty mnich każe Marcelino poczekać na siebie przed domem chorego, chłopiec jednak go nie usłuchał i powoduje duży zamęt i straty w mieście. Nowy burmistrz żywiąc urazę sprzed kilku lat do jednego z mnichów za niepowierzenie mu pod opiekę chłopca przy początkowym jej zaproponowaniu, wykorzystuje pretekst szkód narobionych przez Marcelino by wydać dokument nakazujący mnichom opuszczenie w ciągu trzydziestu dni budynku klasztoru. Po tych wydarzeniach mnisi traktują chłopca inaczej, nie chcą jego pomocy. Marcelino przypomina sobie o zakazanym strychu i wykorzystując okazję odważa się na niego wejść. Za pierwszym razem wchodząc na strych dostrzega niewyraźnie w ciemnościach jakąś postać (Jezus na krzyżu) jednakże nie dostrzegając jej wyraźnie przestrasza się i ucieka. Za drugim razem zbiera się na odwagę, nie ucieka pomimo ciemności i otwiera okiennicę wpuszczając światło do środka, jego oczom ukazuje się duża figura Jezusa na krzyżu. Przez pewien czas Marcelino przygląda się Jezusowi po czym stwierdza, że wygląda on na głodnego, biegnie więc przynieść mu chleb, po czym stara się dosięgnąć do wysoko zawieszonej figury by podać Jezusowi przyniesione mu jedzenie. Po chwili ręka Jezusa odrywa się od krzyża i bierze do ręki podawany przez Marcelino chleb. Po tym wydarzeniu Marcelino jeszcze kilkakrotnie wykrada jedzenie by zanieść je Jezusowi ze strychu. Mnich odpowiedzialny za gotowanie posiłków dostrzega znikanie jedzenia i po rozmowie z ojcem przełożonym uzgadniają potrzebę zbadania sprawy do końca, w tym celu jedzenie, które pochował na powrót ma zostawić na wierzchu i pójść za Marcelino, gdy ten je wykradnie. Gdy mnich poszedł za chłopcem podsłuchał rozmowę chłopca z Jezusem i nie mogąc za bardzo uwierzyć w co słyszy zdenerwowany zbiega na dół. Mnich, żeby się upewnić się w swoich przypuszczeniach iż słyszał coś niesamowitego postanowił pójść za chłopcem jeszcze raz, w tym celu zawczasu schował się już na strychu. Chłopiec ponownie idąc z jedzeniem do Jezusa usłyszał od niego, że jest dobrym chłopcem (przynosił mu jedzenie, picie, a raz nawet koc by mógł się ogrzać) i że chciałby mu tą dobroć wynagrodzić. Zadał mu więc pytanie czy chciałby być zakonnikiem jak jego braciszkowie zakonni, czy może chciałby się w rzeczywisty sposób pobawić z Manuelem, swoim wyimaginowanym przyjacielem? Marcelino jednakże powiedział, że chciałby raczej zobaczyć swoją mamę, której nigdy nie widział. Jezus powiedział mu wówczas, że będzie musiał zasnąć jeśli chce się z nią spotkać. Chłopiec się na to zgadza i oddaje się w jego ramiona. Mnich w tym czasie obserwuje poświatę wydobywającą się przez szpary drzwi i wzruszony, a zarazem zatrwożony woła resztę swoich klasztornych braci. Chłopiec aby zobaczyć się ze zmarłą matką musiał umrzeć. Zdarzenie uznano za cud (w filmie) i odtąd na pamiątkę tego wydarzenia świętowano ten dzień jako dzień świętego Marcelino.
Epilog
Film kończy się powrotem do kościoła ojca Luisa. W kościele siada on w ławie pośród innych mnichów i spogląda na krzyż z Jezusem Chrystusem tym samym, który był kiedyś na strychu i głosem narratora mówi, że mówi ludziom o nim (o Jezusie) potem spuszcza wzrok na kryptę Marcelino znajdującą się przed ołtarzem i mówi, że o nim również opowiada ludziom.

## Nominacje i nagrody
Nominacje
- 1955 Złota Palma – udział w konkursie głównym, Ladislao Vajda
- 1955 Złoty Niedźwiedź – udział w konkursie głównym, Ladislao Vajda

Nagrody
- 1955 Srebrny Niedźwiedź na 5. MFF w Berlinie dla Ladislao Vajdy
- 1955 Nagroda Katolickiego Biura Filmowego (OCIC) wyróżnienie specjalne dla Ladislao Vajdy

## Obsada
- Carlota Bilbao
- Fernando Rey jako Mnich – narrator
- Manuel Atalaya
- Blanca Sendino
- Ena Sedeño
- Josefina Serratosa
- Rosita Valero
- Francisco Bernal
- Francisco Arenzana
- Pablito Calvo jako Marcelino
- Rafael Cortés
- Adolfo López
- Francisco Nuño
- Joaquín Vidriales
- Tina G. Vidal
- Ángel Fernández
- José María Rodríguez
- Rufino Inglés
- Antonio Aullón
- Mariano Azaña jako Brat Zły
- Juanjo Menéndez jako Brat Giles
- Antonio Vico jako Brat pilnujący bramy
- Juan Calvo jako Brat Kucharz
- Rafael Rivelles Ojciec przełożony
- Joaquín Roa Brat Dzwonnik
- Carmen Carbonell Alfonsa
- Antonio Ferrandis Zakonnik
- Rafael Calvo Don Emilio
- José Nieto Strażnik
- Julio F. Alymán jako Esteban
- Adriano Domínguez jako Zakonnik
- José Marco Davó jako Pascual
- José Prada jako Roque
- Isabel de Pomés Młoda matka
- José María Oviés jako Statua Chrystusa (głos) (niewymieniony w czołówce)